# Macrolyrcea monochorda
Macrolyrcea monochorda là một loài bướm đêm trong họ Geometridae.